# Градович Євгеній Павлович
Градович Євген Павлович (нар. 7 серпня 1986, Ігрим) - російський боксер-професіонал, що виступав в напівлегкій вазі. Чемпіон світу за версією IBF в напівлегкій вазі (2013 - 2015).
Євген Градович входив у 2013 році до списку Гатті за версією HBO (5 найбільш гідних і видовищних боксерів), де займав 2 місце, поступаючись лише Проводнікову Руслану.

## Біографія
Євген Градович народився 7 серпня 1986 року в місті Ігрим, Ханти-Мансійський автономний округ - Югра. Активно займатися боксом почав у віці тринадцяти років під керівництвом тренера А. А. Пашпекіна.

## Любительска кар’єра
У 2004 році отримав звання майстра спорту, проте серйозних результатів довгий час домогтися не міг — найбільш значимими його досягненнями в той період стали перемога на міжнародному турнірі «Бурштинові рукавички», вихід у фінал зимового чемпіонату Росії «Олімпійські надії» (2006), п'яте місце національної першості (2007), а також дві перемоги на чемпіонатах збройних сил (2007, 2008) і перемога на Кубку нафтових країн (2009). Всього в любительському боксі він провів 150 матчів, з них 126 закінчив перемогою і 24 поразкою.

## Професіональна кар'єра
За порадою приятеля Сєргєя Ковальова перебрався в Арапахо (Північна Кароліна, США), де і почав професіональну кар'єру під керівництвом менеджера Егіса Клімаса. В одному з інтерв'ю Євген розповідає: «Сергій мені просто допоміг. З приводу переходу в професіонали думав пару років. У любителях не бачив для себе перспективи. У нас велика конкуренція, просто так в збірну не потрапиш — треба, щоб за тобою стояли серйозні люди, тебе штовхали. Сергій переїхав до США, дебютував на професійному ринзі. Поговорив щодо мене — зацікавилися, сказали приїхати. Зараз у нас з Ковальовим спільний менеджер — Егіс Клімас». (Входить в топ-25 найвпливовіших людей у боксі, де займає 17 місце, на думку авторитетного оглядача боксу Кевіна Айолі).
У США успішно виступав за контрактом з відомою промоутерською компанією Top Rank, і після перемог у кількох важливих поєдинках піднявся в рейтингах.

### Чемпіонський бій с Біллі Дібом
Здобувши 15 перемог без жодної поразки, Градович отримав шанс поборотися за чемпіонський пояс IBF у напівлегкій вазі з австралійцем Біллі Дібом — бій відбувся 1 березня 2013 року. Градович здобув перемогу за очками (114-112, 112-114, 114-112) і став, таким чином, володарем титулу.
У Північній Америці за агресивний стиль ведення бою Градовича прозвали "Російським мексиканцем". Його тренувальний табір повністю складався з мексиканців, і його персональним тренером був Роберто Гарсія — теж мексиканець.

### Перший захист титулу
27 липня 2013 в Макао в андеркарді бою між чемпіоном WBA і WBO в найлегшій вазі Хуаном Франсіско Естрадою і філіппінцем Міланом Мелінди Градович провів бій проти обов'язкового претендента на титул IBF аргентинця Маурісіо Муньоса та виграв з рахунком 119-109, 119-109, 120-108.

### Бій з Біллі Дібом II
У контракті на бій Діб - Градович був прописаний реванш в разі поразки австралійця.
Тому 24 листопада 2013 року Євген знову зустрівся з Дібом. Цього разу росіянин здобув дострокову перемогу технічним нокаутом у 9 раунді.
31 травня 2014 року Градович захистив свій титул, перемігши за очками бельгійського боксера вірменського походження Олександра Міскиртчяна (118-110, 117-110, 117-110).

### Нічия з Джейсоном Велесом
29 листопада 2014 року в Омахі (Небраска, США) захистив титул чемпіона світу за версією Міжнародної федерації боксу (IBF), зустрівшись на рингу з непереможним пуерторіканцем Джейсон Велесом (22-0, 16КО). Поєдинок завершився внічию. За підсумками 12 раундів один із суддів віддав перемогу росіянину (117-111), другий - пуерторіканцеві (115-113), а третій зафіксував нічию (114-114). Багато експертів вважали, що Градович впевнено виграв бій.

### Бій з Лі Селбі
30 травня 2015 Градович проводив захист свого титулу в бою проти британця Лі Селбі. У 8-му раунді рефері, порадившись з лікарем, зупинив поєдинок через розсічення у Градовича. Був оголошений підрахунок суддівських записок. Всі судді віддали перемогу британцеві (72-80, 73-79, 73-79). Градович зазнав першої поразки.

### Бій зОскаром Вальдесом
9 квітня 2016 року зустрівся з непереможним мексиканцем Оскаром Вальдесом (18-0, 16КО). В 4-му раунді Вальдес відправив Градовича в нокдаун. Євген піднявся, але рефері вирішив зупинити бій.

### Бій з Еусебіо Осехо
9 вересня в рамках турніру «Челябінськ-280» Градович зустрівся з нікарагуанцем Еусебіо Осеха і переміг розділеним рішенням суддів (96-93, 95-94, 94-95). Євген в 2-му раунді побував в нокдауні. Бій став першим для Градовича в рідній Росії.
5 травня 2017 року в бою проти колумбійця Хуго Берріо завоював титули інтерконтинентального чемпіона WBA у другій легшій вазі. В наступному поєдинку Градович збирався поборотися за статус обов'язкового претендента на титул чемпіона у другій легшій вазі, але вже перед самим запланованим на 15 грудня 2017 року боєм був змушений закінчити кар'єру боксера через проблеми із зором.

## Таблиця поєдинків
| 22 Перемог (9 нокаутом), 2 Поразок (2 нокаутом), 1 Нічия |                       |         |        |               |                   |                                                   |                                                                                                 |
| Рез.                                                     | Суперник              | П-П-Н   | Спосіб | Раунд         | Дата              | Місце проведення                                  | Примітки                                                                                        |
| 23-2-1                                                   | Хуго Берріо           | 23-6-1  | MD     | 12            | 5 травня 2017     | ПІВС, Єкатеринбург                                | Бій за титул WBA Inter-continental і вакантний титул WBO Inter-continental в другій легкій вазі |
| 22-2-1                                                   | Еусебіо Осехо         | 28-17-3 | SD     | 10            | 9 вересня 2016    | Палац спорту Трактор, Челябінськ                  |                                                                                                 |
| 21-2-1                                                   | Оскар Вальдес         | 19–0    | TKO    | 4 (10)        | 9 квітня 2016     | MGM Grand Garden Arena, Лас-Вегас, Невада         | Бій за вакантний титул WBO NABO в напівлегкій вазі                                              |
| 21-1-1                                                   | Хесус Галісія         | 13-8-1  | MD     | 10            | 9 січня 2016      | Centro Deportivo Boxing Unitres, Піканья, Іспанія | Рахунок судів: 96-96, 96-94, 99-93                                                              |
| 20-1-1                                                   | Алдімар Сільва Сантуш | 19-8    | SD     | 8             | 24 жовтня 2015    | Омаха                                             | Рахунок судів: 79-71, 75-77, 78-74.                                                             |
| 19-1-1                                                   | Лі Селбі              | 20-1    | TD     | 8 (12)        | 30 травня 2015    | O2 Арена, Лондон, Велика Британія                 | Бій за титул IBF в напівлегкій вазі (5-ий захист Градовича)                                     |
| 19-0-1                                                   | Джейсон Велес         | 22-0    | SD     | 12            | 29 листопада 2014 | Омаха, США                                        | Бій за титул IBF в напівлегкій вазі (4-ий захист Градовича)                                     |
| 19-0                                                     | Олександр Міскиртчян  | 24-2-1  | UD     | 12            | 31 травня 2014    | Макао, Китай                                      | Бій за титул IBF в напівлегкій вазі (3-ій захист Градовича). Градович в нокдауні в 6 раунді     |
| 18-0                                                     | Біллі Діб (2)         | 35-2    | TKO    | 9 (12), 1:09  | 24 листопада 2013 | Макао, Китай                                      | Бій за титул IBF в напівлегкій вазі (2-ий захист Градовича). Діб в нокдауні в 6 раунді.         |
| 17-0                                                     | Маурісіо Муньос       | 26-3    | UD     | 12            | 27 липня 2013     | Макао, Китай                                      | Бій за титул IBF в напівлегкій вазі (1-ий захист Градовича)                                     |
| 16-0                                                     | Біллі Діб             | 35-1    | SD     | 12            | 1 березня 2013    | Машантакет, США                                   | Бій за титул IBF в напівлегкій вазі (3-ій захист Діба)                                          |
| 15-0                                                     | Віллі Вільянуева      | 10-4-1  | TKO    | 7 (8), 2:03   | 6 грудня 2012     | Лас-Вегас, США                                    |                                                                                                 |
| 14-0                                                     | Хосе Анхель Беранса   | 35-24-2 | UD     | 8             | 13 жовтня 2012    | Хоум Діпо Центр, Карсон, США                      | 80-72, 79-73, 79-73.                                                                            |
| 13-0                                                     | Франсіско Леаль       | 17-5-3  | TKO    | 10 (10), 2:15 | 31 березня 2012   | Сан-Антоніо, США                                  | Леаль доставлений в лікарню на носилках.                                                        |
| 12-0                                                     | Роберт Осіобе         | 11-3-4  | UD     | 6             | 3 лютого 2012     | Лас-Вегас, США                                    | 59-55, 59-55, 59-55.                                                                            |
| 11-0                                                     | Роберт Далус          | 13-38-3 | UD     | 8             | 19 серпня 2011    | Хеммонд (Індіана), США                            | 80-72, 80-72, 80-72.                                                                            |
| 10-0                                                     | Ейлан Мартінес        | 10-0-1  | UD     | 8             | 29 квітня 2011    | Лас-Вегас, США                                    | 59-55, 59-55, 58-56.                                                                            |
| 9-0                                                      | Франсіско Рейєс       | 8-1     | UD     | 10            | 19 березня 2011   | Такома, США                                       | 99-91, 100-90, 99-91.                                                                           |
| 8-0                                                      | Томмі Атенсіо         | 4-5     | TKO    | 4 (6), 1:59   | 17 грудня 2010    | Чикаго, США                                       |                                                                                                 |
| 7-0                                                      | Джессі Керрадайн      | 6-0-1   | UD     | 6             | 3 грудня 2010     | Атланта, США                                      | 59-55, 59-55, 59-55.                                                                            |
| 6-0                                                      | Кордаро Сімпкінс      | 5-0     | TKO    | 5 (6), 1:39   | 29 жовтня 2010    | Шарлотт                                           |                                                                                                 |
| 5-0                                                      | Стівен Джонсон        | 5-1     | TKO    | 3 (6), 2:14   | 17 вересня 2010   | Чикаго, США                                       |                                                                                                 |
| 4-0                                                      | Мануель Ортега        | 1-2     | UD     | 4             | 19 червня 2010    | Такома, США                                       | 40-36, 40-36, 40-36.                                                                            |
| 3-0                                                      | Ендрю Барнс           | 0-3     | TKO    | 2 (4), 0:37   | 15 травня 2010    | Шарлотт, Північна Кароліна                        |                                                                                                 |
| 2-0                                                      | Бенджамін Рівера      | 0-2     | KO     | 3 (4), 1:54   | 10 квітня 2010    | Ранчо Міраж, США                                  |                                                                                                 |
| 1-0                                                      | Тревіс Бедвел         | Дебют   | TKO    | 1 (4), 1:55   | 19 березня 2010   | Луїсвілл, США                                     |                                                                                                 |